# Eric Ang
Eric Ang (2 februari 1971) is een Filipijns schietsporter.
Angs beste resultaat in zijn carrière behaalde hij tijdens de Zuidoost-Aziatische schietkampioenschappen in Maleisië, waar Ang het onderdeel trap won en bovendien samen met het Filipijnse team een nog een tweede gouden medaille behaalde. Bij de Zuidoost-Aziatische Spelen van 2007 in Thailand won Ang met het Filipijnse team de zilveren medaille op het onderdeel trap.
Bij een sterkbezette World Cup-wedstrijd in de voorbereiding op de Olympische Spelen in het Duitse Suhl behaalde Ang de zesde plaats op slechts 2 punten van winnaar en wereldkampioen Michael Diamond.

## Olympische Spelen
Ang miste directe kwalificatie voor de Olympische Zomerspelen 2008 in Peking op slechts 1 punt tijdens het Aziatisch schietkampioenschap in Kuwait in december 2007. Bij een pre-Olympisch schiettoernooi in Peking in april 2008 eindigde Ang op de 24e plek van de 92 deelnemers. Ang kreeg uiteindelijk een wildcard en kan daardoor voor de tweede maal in zijn carrière deelnemen aan de Olympische Spelen en is daar bovendien met 37 jaar verreweg de oudste Filipijnse deelnemer.